# Bythaelurus alcockii
El pejegato arábigo (Bythaelurus alcockii) es una especie de tiburón de la familia scyliorhinidae.

## Morfología
Los machos pueden alcanzar 30 cm de longitud total.

## Hábitat
Es un pez marino que vive entre 1.134-1.263 m de profundidad.

## Distribución geográfica
Se encuentra en el mar de Arabia.